# Gewohnheit
Als Gewohnheit (auch Usus, von lateinisch uti „gebrauchen“) wird eine unter gleichartigen Bedingungen entwickelte Reaktionsweise bezeichnet, die durch Wiederholung stereotypisiert wurde und bei gleichartigen Situationsbedingungen wie automatisch nach demselben Reaktionsschema ausgeführt wird, wenn sie nicht bewusst vermieden oder unterdrückt wird. Es gibt Gewohnheiten des Fühlens, Denkens und Verhaltens.
In der deutschen Sprache wird das Wort, das sowohl dem lateinischen habitus als auch consuetudo entspricht, seit frühneuhochdeutscher Zeit verwendet, so bei Johannes Tauler und Paracelsus.

## Philosophie des Empirismus
Die Bedeutung der Gewohnheit für die Wirklichkeitskonstitution betonen David Hume und Condillac. Gewohnheitsbildung hat eine Entlastungsfunktion; sie enthebt das Individuum der Notwendigkeit, immer wieder neue vernünftige Überlegungen anstellen zu müssen. Sie kompensiert also Defizite der Vernunft.

## Biologische Grundlagen
Die Ausbildung von Gewohnheiten besonders in der Form von Vorlieben und Abneigungen zeigen laut Gerhard Roth bereits Einzeller, die konditioniert werden können, also über eine für den Beobachter erkennbare Merkfähigkeit verfügen.

## Hirn- und Verhaltensforschung
Die moderne Hirnforschung vermutet, dass bei der menschlichen Entwicklung im ersten Lebensjahrzehnt und dabei wiederum in dessen erster Hälfte besonders günstige neurobiologische Bedingungen für elementare Lernvorgänge bestehen, mit der Folge, dass sich in diesen Lebensjahren Gewohnheiten besonders leicht und schnell ausbilden.
Stark ausgeprägte oder starre Denk- und Verhaltensgewohnheiten können für die Kreativität abträglich sein und zu einem eingefahrenen, mehr oder weniger gedankenlosen Reagieren führen. Zudem erfordert gewohnheitsmäßiges Reagieren wegen seines reflexartigen Ablaufs wenig Aufmerksamkeit. Ausgeprägtes gewohnheitsmäßiges Reagieren kann daher zu höhergradiger selektiver Aufmerksamkeit führen und darüber zu gewohnheitsmäßiger Unaufmerksamkeit, deretwegen wiederum ein gewohnheitsmäßiges Reagieren weiter gefördert wird.
In spielerischen Zusammenhängen oder absichtlich, also bewusst gelernte, insbesondere in Schule und Lehre gezielt eingeübte Verhaltensweisen werden dagegen wie alle nützlichen Gewohnheiten (z. B. in der Muttersprache reden zu können) selbst bei größter Routine als Fähigkeiten oder – vor allem bei größerer Geschicklichkeit dabei – auch als Fertigkeit bezeichnet.
Von einer Gewohnheit zu unterscheiden ist die Gewöhnung oder Habituation. Damit ist das Phänomen gemeint, dass ein Individuum auf einen wiederholt erlebten Reiz zunehmend geringere oder im Extremfall gar keine Reaktionen mehr zeigt. Man spricht in derartigen Fällen auch von Desensibilisierung. Sie lässt sich in Form einer systematischen Desensibilisierung auch gezielt nutzen; bei Menschen muss sie allerdings meist auch bewusste Einstellungsänderungen miteinschließen.
Eine neue und positive Gewohnheit zu entwickeln ist möglich trotz alten Gewohnheiten, Bequemlichkeiten und Frustration. Das Erfolgsrezept sind die kleinsten Aktivitäten oder Verhaltensweisen. Man nennt sie auch Mini-Gewohnheiten, die den Menschen so wenig abverlangen, dass man gerne mal mehr tut.

## Soziale Komponente
Zeigt eine nennenswerte Anzahl von Angehörigen einer Gruppe dieselbe Gewohnheit, so kann diese zur unhinterfragten sozialen Sitte oder kollektiven Überzeugung werden. Aufwändigere Bräuche werden dagegen von Erwartungen der Gemeinschaft geprägt und bewusst beibehalten, vor allem wenn sie eingeübt werden müssen und zu denselben Gelegenheiten wie etwa jahreszeitlichen Festen zu bestimmten Zeiten oder zu festgelegten Zeitpunkten regelrecht gepflegt werden. Diese Aspekte untersucht die Volkskunde seit Johann Gottfried Herder und Julius Möser. Max Weber prägte für unreflektierte, unsystematische, nicht zweckrational bestimmte soziale Gewohnheiten den Begriff des „traditionalen Handelns“. Man spricht in diesem Zusammenhang auch von Regelrationalität, also einem unreflektierten Befolgen von Normen, deren immer erneute situationabhängige Reflexion Mühe und Kosten bereiten würde.
Auf gemeinsamem Handeln beruhen auch Gewohnheitsrechte und Pflichten, die zurückgehen auf längere Zeit beibehaltene Absprachen und gegenseitige Verpflichtungen, die zunächst vielleicht nur einzelne Personen miteinander und vielleicht auch nur ad hoc eingegangen waren.

## Redewendungen
Die Redewendung von der „Macht der Gewohnheit(en)“ bezieht sich dagegen auf die Tatsache, dass ein Tun oder Machen auf der Grundlage ausgeprägter Gewohnheiten immer schneller zustande kommt als ein bewusstes Handeln, das wegen der zu seiner Vorbereitung nötigen Überlegungen und Entscheidungen stets mehr Zeit in Anspruch nimmt als ein reflexhaft zustande kommendes gewohnheitsmäßiges Reagieren. Eine andere Redewendung – „Der Mensch ist ein Gewohnheitstier“ – gibt einen Hinweis auf die evolutionären Wurzeln der Gewohnheit. Konrad Lorenz hat unter anderem aus Beobachtungen seiner Gans Martina herausgefunden, dass bestimmte, auch nebensächliche Verhaltensweisen, die in einer als bedrohlich empfundenen Situation auch nur zufällig ausgeführt werden, zur Gewohnheit werden. Denn evolutionär steigt damit die Wahrscheinlichkeit eines Überlebens in ähnlichen Situationen. Ein Abweichen von Gewohnheiten ist vor diesem evolutionären Hintergrund mit inneren Spannungen verbunden.